# Touissit
Touissit (en arabe : تويسيت) est une commune du Maroc. Elle est située dans la région de l'Oriental.

### Sources
- (en) Touissit sur le site de Falling Rain Genomics, Inc.